# Campeonato Paulista 1914
In 1914 werd het dertiende Campeonato Paulista gespeeld voor clubs uit de Braziliaanse staat São Paulo. Ook dit jaar werden twee competities georganiseerd die beide erkend werden als volwaardige kampioenschappen, de Liga Paulista de Foot-Ball (LPF) en Associação Paulista de Esportes Atléticos (APEA).
De competitie van de LPF werd gespeeld van 5 april tot 22 november en werd gewonnen door Corinthians. De competitie van de APEA werd gespeeld van 5 april mei tot 1 november en werd gewonnen door São Bento. 

## Eindstand - APEA
| Plaats | Club               | Wed. | W | G | V | Saldo | Ptn. |
| ------ | ------------------ | ---- | - | - | - | ----- | ---- |
| 1.     | AA São Bento       | 10   | 7 | 1 | 2 | 21:16 | 15   |
| 2.     | Paulistano         | 10   | 7 | 0 | 3 | 22:15 | 14   |
| 3.     | Mackenzie          | 10   | 5 | 1 | 4 | 20:14 | 11   |
| 3.     | Ypiranga           | 10   | 4 | 3 | 3 | 19:15 | 11   |
| 5.     | Scottish Wanderers | 10   | 2 | 1 | 7 | 13:23 | 5    |
| 6.     | AA Palmeiras       | 10   | 1 | 2 | 7 | 11:23 | 4    |

|  | Kampioen |

### Topschutter
| Speler            | Speler              | Goals | Club       |
| ----------------- | ------------------- | ----- | ---------- |
| Vlag van Brazilië | Arthur Friedenreich | 12    | Paulistano |

### Kampioen
| Campeonato Paulista de 1914   |
| São Paulo                     |
| ----------------------------- |
| SÃO BENTO Kampioen (1° titel) |

## Eindstand - LPF
Met Hydecroft was er voor het eerst een team uit de stad Jundiaí, al trok de club zich na acht wedstrijden terug uit de competitie, de wedstrijden werden geannuleerd. 
| Plaats | Club           | Wed.           | W              | G              | V              | Saldo          | Ptn.           |
| ------ | -------------- | -------------- | -------------- | -------------- | -------------- | -------------- | -------------- |
| 1.     | Corinthians    | 8              | 8              | 0              | 0              | 30:7           | 16             |
| 2.     | Campos Eliséos | 7              | 4              | 0              | 3              | 12:14          | 8              |
| 3.     | Minas Gerais   | 7              | 2              | 2              | 3              | 9:12           | 6              |
| 4.     | Internacional  | 8              | 2              | 1              | 5              | 13:19          | 5              |
| 5.     | Luzitano       | 8              | 1              | 1              | 6              | 6:18           | 3              |
| 6.     | Hydecroft      | Teruggetrokken | Teruggetrokken | Teruggetrokken | Teruggetrokken | Teruggetrokken | Teruggetrokken |
| 7.     | Germânia       | Teruggetrokken | Teruggetrokken | Teruggetrokken | Teruggetrokken | Teruggetrokken | Teruggetrokken |

|  | Kampioen |

### Kampioen
| Campeonato Paulista de 1914     |
| São Paulo                       |
| ------------------------------- |
| CORINTHIANS Kampioen (1° titel) |

### Topschutter
| Speler            | Speler | Goals | Club        |
| ----------------- | ------ | ----- | ----------- |
| Vlag van Brazilië | Neco   | 12    | Corinthians |